# مانو ریوس
مانو ریوس فرناندز (اسپانیایی: Manu Rios Fernandez‎؛ زادهٔ ۱۷ دسامبر ۱۹۹۸) بازیگر، خواننده و مدل اهل اسپانیا است. او با بازی در نقش پاتریک در مجموعه تلویزیونی ساختهٔ نتفلیکس، الیت مشهور شد.

## آغاز زندگی
ریوس در ۱۷ دسامبر سال ۱۹۹۸ شهر کالسادا دو کالاتراوا، اسپانیا متولد شد.

## حرفه
در سال ۲۰۰۲ در درام اسپانیایی کجا؟ (به اسپانیایی: ¿Dónde está?) بازی کرد. سپس در سال‌های ۲۰۱۴–۲۰۱۶ در سریال تلویزیونی بار ساحلی پپه در نقش مائوری بازی کرد. در سال ۲۰۲۱ در فیلم فالگیر تاروت (به اسپانیایی: La Tarotista) بازی کرد. در سال ۲۰۲۰، نتفلیکس اعلام کرد که ریوس در نقش پاتریک بلانکو در مجموعه تلویزیونی درام جوانانه الیت (به اسپانیایی: Elité) بازی می‌کند.

## فیلم‌شناسی
| سال       | نام           | نقش           |
| --------- | ------------- | ------------- |
| ۲۰۰۲      | کجا؟          | -             |
| ۲۰۱۴–۲۰۱۶ | بار ساحلی پپه | مائوری        |
| ۲۰۲۱      | لا تاروتیستا  | هنوز ناشناخته |
| ۲۰۲۱      | الیت          | پاتریک        |